# سلمان بن ربيعة الباهلي
سلمان بن ربيعة بن يزيد بن عمرو الباهلي. نسبة إلى أمهم باهلة بنت صَعْب بن سعد العَشِيرة وقيل نسبة إلى باهلة بن يعصر بن سعد بن قيس بن عيلان قائد وقاضٍ مسلم. شهد فتوح العراق والشام، واستقر في العراق. عيّنة الخليفة عمر بن الخطاب قاضياً على الكوفة. ولّي غزو أرمينية في عهدي عمر، وعثمان. وفتح ما بين أذربيجان إلى باب الأبواب، وبلغ مدينة بلنجر، وقتل فيها. وهو أخو عبد الرحمن بن ربيعة الباهلي.
اُختلف في صحبته لنبي الإسلام محمد. كما اُختلف في تاريخ وفاته بين عامي 28 و31 هـ (648-652م).